# Wolfgang Konschel
Wolfgang Konschel (* 31. Juli 1931; † 18. September 2013 in Berlin) war ein deutscher Diplomat. Er war Botschafter der DDR in Syrien, in Jordanien und im Iran.

## Leben
Konschel, Sohn einer Arbeiterfamilie,  erlernte den Beruf des Buchdruckers und absolvierte bis 1953 ein Studium an der Deutschen Verwaltungsakademie in Forst Zinna und an der Deutschen Akademie für Staats- und Rechtswissenschaft in Potsdam-Babelsberg.
Konschel trat im selben Jahr in den Diplomatischen Dienst der DDR. Bis 1955 arbeitete als Referent für Asiatische Volksdemokratien in der Hauptabteilung I des Ministeriums für Auswärtige Angelegenheiten der DDR (MfAA) und war Erster Sekretär der FDJ-Betriebsgruppe. Von 1955 bis 1957 war er an der Botschaft der DDR in Pjöngjang (Koreanische Demokratische Volksrepublik) tätig. Von 1960 bis 1963 Stellvertreter des Leiters der Handelsvertretung, dann Konsul im Generalkonsulat in Bagdad. Ab 1964 war er stellvertretender Leiter der 3. Außereuropäischen Abteilung (Arabische Staaten). Von 1966 bis 1970 war er Leiter des Generalkonsulats in Kairo, dann dort bis 1972 Botschaftsrat. Von 1972 bis 1977 war er Botschafter der DDR in der syrischen Hauptstadt Damaskus, von September 1974 bis 1977 war er in Jordanien zweitakkreditiert. Von 1977 bis 1979 war er wieder im MfAA tätig, diesmal als Leiter der Abteilung Naher und Mittlerer Osten. Von 1979 bis 1983 war er Botschafter in Teheran. Konschel war Mitglied der SED.

## Schriften
- Kampf um eine gerechte Alterssicherung. In: Dieter Becker, Siegfried Prokop (Hrsg.): Die unvollendete Einheit. Kai Homilius Verlag, Berlin 2006, ISBN 3-89706-796-X, S. 18–27.
- (zusammen mit Ernst Bienert, Ursula Schönfelder): Ostrentenklau. Verlag Wiljo Heinen, Berlin 2011, ISBN 978-3-939828-72-3.
- Der lange Weg zur Rentengerechtigkeit. GNN-Verlag, Schkeuditz 2012, ISBN 978-3-89819-365-8.

## Auszeichnungen
- Vaterländischer Verdienstorden in Bronze (1965)
- Verdienstmedaille der DDR